# Demetrios – The BIG Cynical Adventure
Demetrios – The BIG Cynical Adventure ist ein Point-and-Click-Adventure des französischen Entwicklerstudio Cowcat Games, das im Mai 2016 veröffentlicht wurde. Es ist die erste kommerzielle Veröffentlichung von Fabrice Breton.

## Handlung
Eines Nachts wird Bjorn Thonen, ein Antiquitätenhändler aus Paris, ausgeraubt, nachdem er betrunken nach Hause kommt. Eine gewisse Steintafel wurde gestohlen und Bjorn ist gezwungen, seine eigenen Ermittlungen anzustellen. Er bekommt dabei Hilfe von seiner Nachbarin Sandra und deren Tochter Caroline. Sie reisen ins fiktionale Land Nogo, wo sie mehr über die Tafel und die uralten Legenden des Königs Demetrios erfahren. Sie müssen alle Steintafeln finden, um die Welt zu retten.

## Spielprinzip und Technik
Demetrios ist ein First-Person-Adventure, d. h., die Darstellung des Geschehens erfolgt aus der Perspektive des Spielers. Die Räumlichkeiten der Spielwelt werden als handgezeichnete, statische Bilder präsentiert. Mit der Maus kann der Spieler die Örtlichkeiten erforschen und an Interaktionspunkten, sogenannten Hotspots, per Mausklick Aktionen einleiten, die den Spielcharakter mit seiner Umwelt interagieren lassen. Der Spieler kann so Gegenstände finden und sie auf die Umgebung oder andere Gegenstände anwenden sowie mit NPCs kommunizieren. Er bewegt sich durch die Spielwelt, indem er auf einen Ausgang, beispielsweise eine Tür, klickt, woraufhin der dem Ausgang zugeordnete Raum, beispielsweise der Nebenraum, statt des letzten Raums eingeblendet wird. Mit fortschreitendem Handlungsverlauf werden nach und nach weitere Orte freigeschaltet. Dialoge laufen in der Regel automatisch, gelegentlich aber auch im Multiple-Choice-Verfahren ab. An einigen Stellen wechselt das Spiel in die Third-Person-Perspektive, d. h., der Spieler sieht die Spielfigur auf dem Bildschirm agieren.

## Produktionsnotizen
Zwischen 1999 und 2001 erstellte Fabrice Breton bereits den ersten Prototyp des Spiels, welcher nie veröffentlicht wurde. 2014 fing er an, am Remake zu arbeiten, der im Oktober 2015 durch eine Crowdfunding-Kampagne auf Kickstarter.com finanziert wurde. Das Spiel erhielt einen Betrag in Höhe von 4245 € und überstieg damit das Ziel von 2500 €. Es wurde mit GameMaker: Studio entwickelt. Das Spiel wurde von Adventure-Klassikern wie Baphomets Fluch, Discworld und Ace Attorney inspiriert. Obwohl es von einem französischen Studio entwickelt wurde, wurde das Spiel zuerst auf Englisch geschrieben und dann später ins Französische, Spanische, Deutsche und Italienische übersetzt; die Übersetzung ins Deutsche wurde durch Marcel Weyers vorgenommen. Das Gesamtbudget der Produktion betrug 20.000 Euro. Insgesamt arbeitete Breton zwei Jahre an Demetrios, laut eigener Schätzung investierte er etwa 6000 Arbeitsstunden.
Die Windows-Version des Spiels erschien am 31. Mai 2016. Die Version für die PlayStation Vita erschien im Dezember desselben Jahres, die Version für PlayStation 4 und Xbox One im August 2017 und die Version für mobile Endgeräte mit den Betriebssystemen Android und iOS im Dezember 2017. Vom Spiel wurden über alle Plattformen hinweg (Stand 2019) etwa 12.000 Einheiten verkauft; der Umsatz betrug ca. 100.000 Euro.

## Rezeption
Aus 13 aggregierten Wertungen erzielt Demetrios auf Metacritic einen Score von 72. Alexander Thomas von COGconnected nannte das Spiel einen „[…] skurrilen Point-and-Click-Titel mit einer perfekten Mischung aus klugem, reifem und Pophumor, der eine erfrischend neue Geschichte erzählt, ohne für einen Scherz in den Bereich des Slapstick abzurutschen.“ Adventure-Treff lobte die deutsche Übersetzung und sagte, die Texte im Spiel wären ähnlich zu Visual Novels, wobei das Fehlen einer Sprachausgabe kritisiert wurde. Just Adventure vergab die Wertung „B“ und schrieb: „Es gibt genug Abwechslung im Spiel, um das Interesse der meisten Spieler zu halten.“